# Élisabeth de Wittelsbach
 (mai 2025).
Ne doit pas être confondue avec Élisabeth en Bavière (1876-1965). Pour les articles homonymes, voir Élisabeth d'Autriche et Sissi.
Titres
Impératrice d'Autriche, reine de Hongrie, de Bohême et de Lombardie-Vénétie
24 avril 1854 – 10 septembre 1898
(44 ans, 4 mois et 17 jours)
10e grande maîtresse de la Croix étoilée
1873 – 1898
Signature
Élisabeth de Wittelsbach — plus connue sous le surnom de « Sissi » (en allemand : Sisi) — duchesse en Bavière puis, par son mariage, monarque d'Autriche-Hongrie, impératrice d'Autriche, reine apostolique de Hongrie, reine de Bohême et de Lombardie-Vénétie, est née le 24 décembre 1837 à Munich, en Bavière, et morte assassinée le 10 septembre 1898 à Genève, en Suisse.
Mariée dès l'âge de 16 ans à l'empereur François-Joseph Ier, le 24 avril 1854, elle refuse régulièrement de se plier aux usages de la monarchie, ce qui provoque un conflit durable avec sa belle-mère, l'archiduchesse Sophie de Bavière. Elle passe alors une grande partie de son existence à voyager. Elle perd deux de ses enfants, ainsi que des membres de sa famille, parfois de façon tragique. Elle est en partie à l'origine du compromis austro-hongrois de 1867. Son assassinat, en 1898, fait la manchette en Europe, car elle jouit d'une bonne réputation sur le continent en raison de sa beauté et des tragédies qui ont marqué sa vie.
Régulièrement peinte de son vivant, elle a aussi inspiré des romans et des films, en particulier les films d'Ernst Marischka, qui révèlent Romy Schneider dans le rôle de l'impératrice : Sissi (1955), Sissi impératrice (1956) et Sissi face à son destin (1957). L'actrice reprend son rôle, cette fois de façon moins romancée, dans le film Ludwig : Le Crépuscule des dieux (1972) de Luchino Visconti.

## Biographie

### Duchesse en Bavière
Élisabeth Amélie Eugénie en Bavière, dite « Sissi » ou « Sisi » comme elle signe parfois, est née le 24 décembre 1837 dans le palais de la Ludwigstrasse à Munich, résidence hivernale de ses parents. L'enfant, à peine née, possède une dent sur la gencive.
Sissi est le quatrième enfant et la deuxième fille de Maximilien en Bavière, chef de la branche cadette de la Maison de Bavière, et de Ludovica de Bavière, duchesse de Bavière, fille du roi Maximilien Ier de Bavière et de la reine Caroline de Bade. Elle reçoit le prénom d'Élisabeth en l'honneur de sa tante maternelle, la reine de Prusse Élisabeth de Bavière, qui devient sa marraine. 

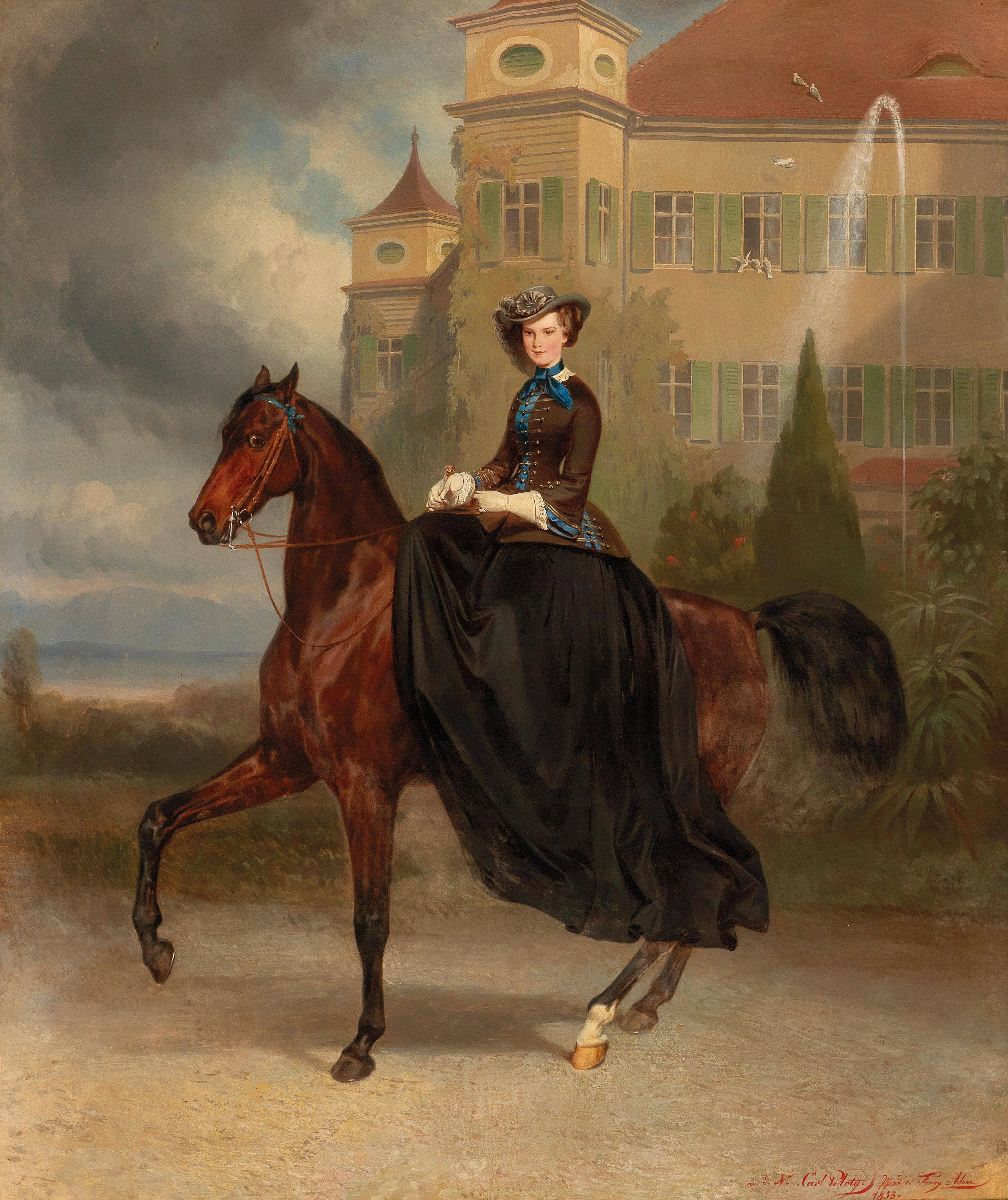
Elisabeth en Bavière en 1853.

Élisabeth grandit l'hiver à Munich et l'été, dès que possible, à la campagne, au château de Possenhofen, situé sur les rives du lac de Starnberg. Malgré les ambitions matrimoniales de sa mère pour ses filles, Sissi, comme ses frères et sœurs, est élevée sans contraintes ni manières. Elle est passionnée d'équitation, de poésie et adore faire de longues promenades en forêt. Élisabeth porte en elle la mélancolie des Wittelsbach, plus tard incarnée par le non moins célèbre Louis II de Bavière, protecteur de Richard Wagner. Élisabeth est l'enfant préféré de son père. Cela s'explique par leurs caractères très proches : même goût pour les chevaux, l'indépendance, les voyages.[réf. souhaitée]
À 14 ans, la jeune duchesse s'éprend d'un écuyer de son père nommé Richard et songe à l'épouser. Sa mère y rechigne, l'adolescent étant issu d'une famille comtale, et éloigne le jeune homme de sa fille. Il meurt quelque temps plus tard de la tuberculose. Sissi est désespérée et se confie à son journal dans un poème déchirant. Sa mère, qui part en Autriche avec sa fille aînée, Hélène en Bavière, emmène alors Sissi avec elle.

### Impératrice d’Autriche

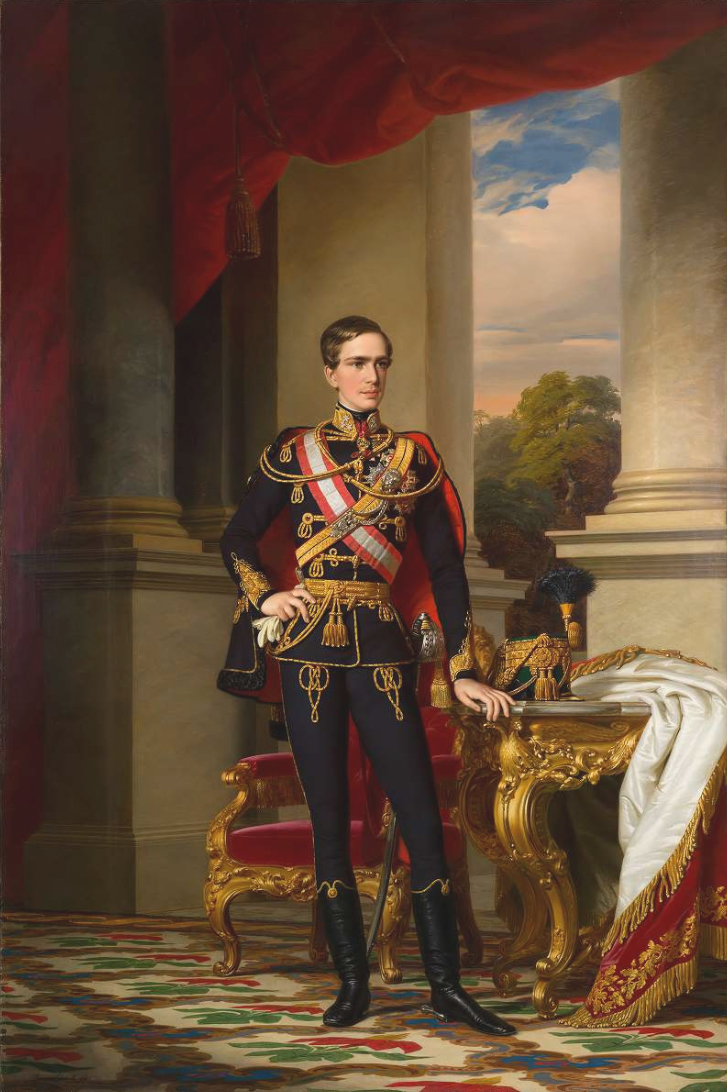
L'empereur à l'âge de 23 ans.

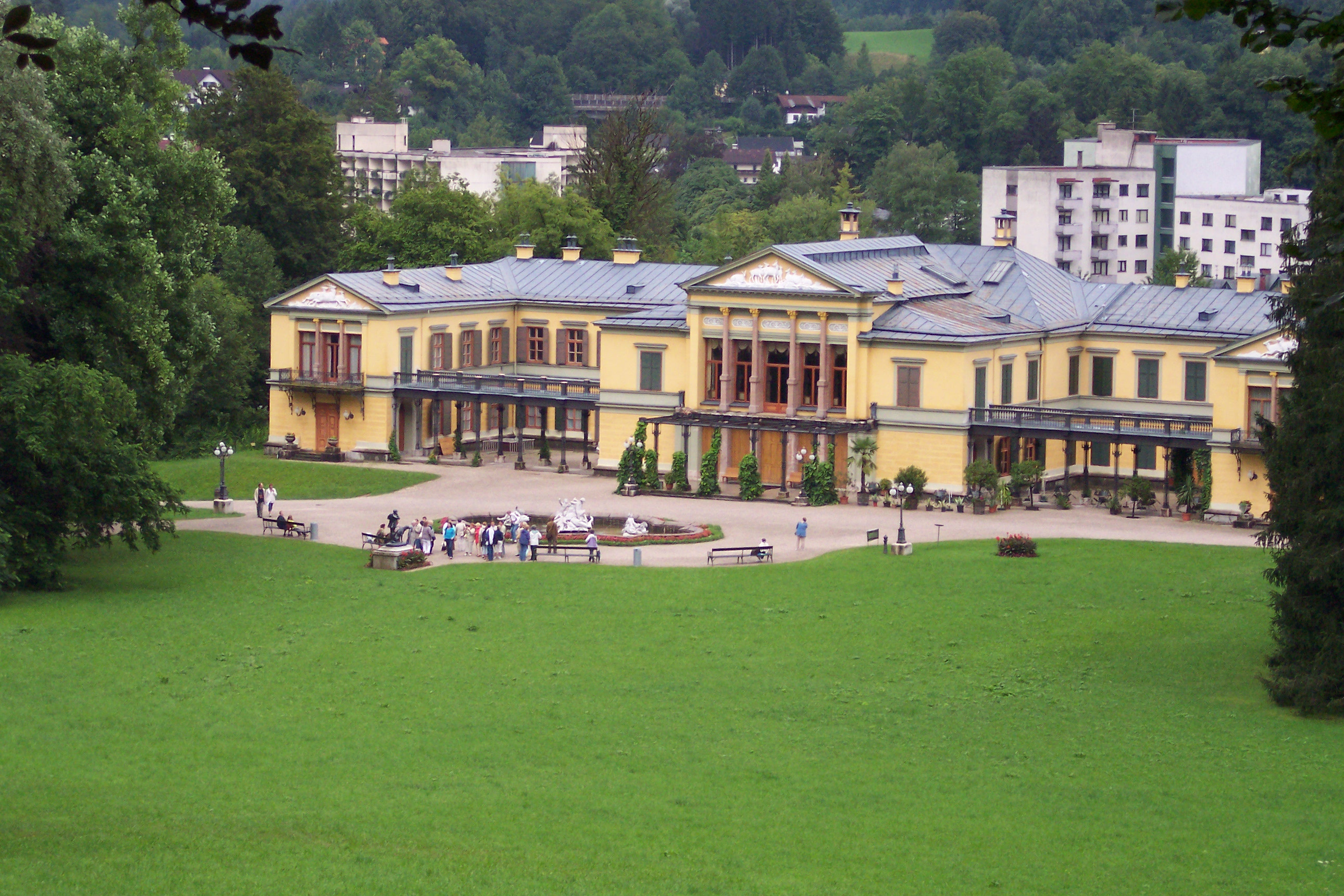
La villa impériale de Bad Ischl où l'empereur assuma ses choix matrimoniaux (état actuel).

Le 18 août 1853, Sissi accompagne sa sœur Hélène en Bavière à sa première rencontre avec le jeune empereur François-Joseph Ier, auquel elle est promise. Mais c'est de Sissi qu'il s'éprend et il annonce le lendemain son intention de l'épouser.
Le mariage est célébré le 24 avril 1854 à Vienne, en Autriche. Contrairement à la tradition, la nuit de noces n'est pas publique. La cour est surprise par cette jeune femme qui s'oppose aux volontés de l'empereur, à une époque où la souveraine est considérée comme soumise au devoir de donner le jour à l'héritier mâle au plus tôt[réf. nécessaire]. Plus tard, Élisabeth confiera à sa fille Marie-Valérie que « le mariage est une institution absurde. Enfant de 15 ans, j'ai été vendue… ». L'impératrice, habituée aux manières simples de son entourage provincial, supporte mal l'étiquette viennoise et s'enfonce dans une profonde dépression.
Le couple prend d'abord ses quartiers au château de Laxenbourg, aux environs de la capitale. Élisabeth se sent perdue et surveillée par sa belle-mère — une femme intelligente mais dirigiste et traumatisée par la révolution autrichienne de 1848 — et par son entourage. L'empereur est peu présent. La guerre de Crimée vient d'être déclarée, opposant la France de Napoléon III et le Royaume-Uni de la reine Victoria à la Russie du tsar Nicolas Ier, précieux allié de l'Autriche pendant la révolution de 1848 qui a permis aux Habsbourg-Lorraine de garder le royaume de Hongrie. Le jeune empereur est accaparé par les obligations de sa fonction et doit se rendre tous les jours à Vienne, au palais Hofburg ou au château de Schönbrunn, et n'en revient que très tard dans la soirée. Élisabeth se sent abandonnée.
Elle donne naissance à quatre enfants :
- Sophie Frédérique Dorothée Marie Josèphe (1855-1857), archiduchesse d'Autriche ;
- Gisèle Louise Marie (1856-1932), archiduchesse d'Autriche ;
- Rodolphe François Charles Joseph (1858-1889), archiduc d'Autriche et prince héritier de l'Empire austro-hongrois ;
- Marie-Valérie Mathilde Amélie (1868-1924), archiduchesse d'Autriche.

### Sa relation conflictuelle avec l'archiduchesse Sophie
L'archiduchesse Sophie, belle-mère de Sissi, décide de prendre en charge l'éducation des trois premiers enfants du couple ; cela entraîne des conflits à répétition[réf. nécessaire]. De plus, si le décès de sa première fille affecte durablement Sissi, la naissance difficile de Rodolphe et la culpabilité qui continue à la ronge n'arrangent rien à ses relations avec sa belle-mère[réf. nécessaire].

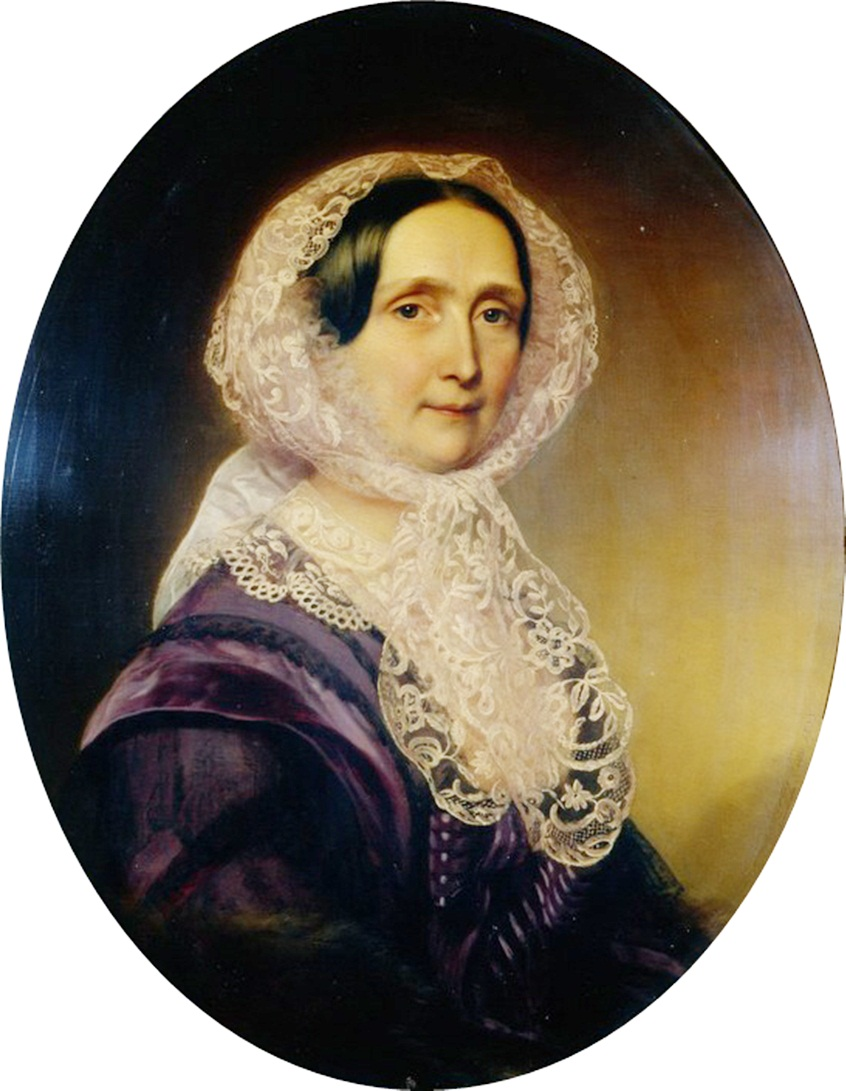
L'archiduchesse Sophie (1858) par Franz Schrotzberg.

Bien au-delà du conflit familial traditionnel, il existe entre elles un fossé concernant leurs conceptions respectives des devoirs d'une souveraine. Sophie sacrifie sans remords les espérances d'une jeune fille romantique, qui doit accepter son destin de princesse mariée malgré elle[réf. nécessaire].
Contrairement à la légende, l'archiduchesse Sophie n'est pas déçue du choix d'Élisabeth. Elle souhaitait une alliance avec la Bavière et l'a conclue. Sur le plan dynastique et diplomatique, une duchesse en Bavière en valait bien une autre : l'essentiel était de trouver des alliés au sein de la Confédération germanique pour contrer les ambitions du royaume de Prusse. Seulement, l'archiduchesse Sophie reproche à sa belle-fille, qui refuse de sacrifier sa vie privée et ses goûts à ses devoirs, un tempérament « puéril et égoïste ». Au regard de sa propre histoire, Sophie n'admet pas que la jeune impératrice ne consente pas aux mêmes sacrifices et aux mêmes devoirs qui lui ont incombé par le passé.

### Souveraine malade
Élisabeth devient rapidement impopulaire tant à la ville qu'à la cour de Vienne. Mais elle est très populaire partout dans l'empire d'Autriche, surtout en Hongrie, pays qu'elle aime beaucoup.
Comprenant tout le parti qu'elle peut tirer de sa beauté, qu'elle entretient avec soin, elle dépense en toilettes, chevaux, équipages et voyages. François-Joseph paie toutes ses dépenses. En 1875, à la mort de l'empereur Ferdinand Ier, qui a abdiqué en sa faveur en 1848, François-Joseph remet à Élisabeth des sommes importantes prélevées sur cet héritage considérable, car il a reçu la possession de tous les biens du défunt. Ils seront ensuite partagés entre les héritiers d'Élisabeth à sa mort.
En 1859, après la guerre contre la France et le royaume de Sardaigne, François-Joseph ne reconnaît Sissi et s'en éloigne[réf. souhaitée]. Il part retrouver les comtesses qu'il voyait avant son mariage, et on ne se gêne pas pour en parler à la cour, en espérant que cela arrive aux oreilles d'Élisabeth. L'impératrice, qui a 22 ans, se met à tousser et on la croit perdue comme sa belle-sœur et cousine, Marguerite de Saxe, décédée l'année précédente à l'âge de 18 ans. Les médecins diagnostiquent une tuberculose, mais il s'agit peut-être d'une conséquence de son anorexie et de la pression psychologique qu'elle subit depuis 5 ans[réf. souhaitée]. Sa maladie est concomitante d'une série d'événements qui l'affaiblissent. Il y a d'abord la mort de sa première fille : sa propre culpabilité et celle suscitée par sa belle-mère, qui l'accuse sans cesse d'avoir tué sa fille, la rongent. La naissance de Rodolphe l'a aussi affaiblie. Le peu de soutien qu'elle reçoit de son mari peut aussi avoir déçu la jeune souveraine, en difficulté au sein de la cour impériale.
Les médecins préconisent une cure dans une région ensoleillée. L'impératrice choisit l'île de Madère, une île portugaise au large de l'Afrique, qui est, pour l'époque, très exotique et surtout très lointaine, loin de Vienne.

C'est à cette époque que François-Joseph part faire la guerre contre Napoléon III et laisse son épouse seule à Vienne. Dans le même temps, Élisabeth combat son désœuvrement en inaugurant un hôpital au château de Franzensburg pour soigner les blessés qui reviennent vers la capitale. Elle y passe des journées entières et suscite l'admiration de sa belle-mère, qui reconnaît son courage. Elle part aussi parfois des journées entières à cheval. La nuit, elle écrit à son mari, l'implorant de revenir et détrempant le papier par ses larmes. Elle s'est mise à fumer et scandalise la cour. Beaucoup de jeunes filles se mettent à l'imiter, ce qui conduit à un drame. Une de ses jeunes cousines, l'archiduchesse Mathilde de Teschen, promise au prince héritier d'Italie, entendant son père arriver et voulant cacher sa cigarette dans un des pans de sa robe, meurt brûlée en 1867.

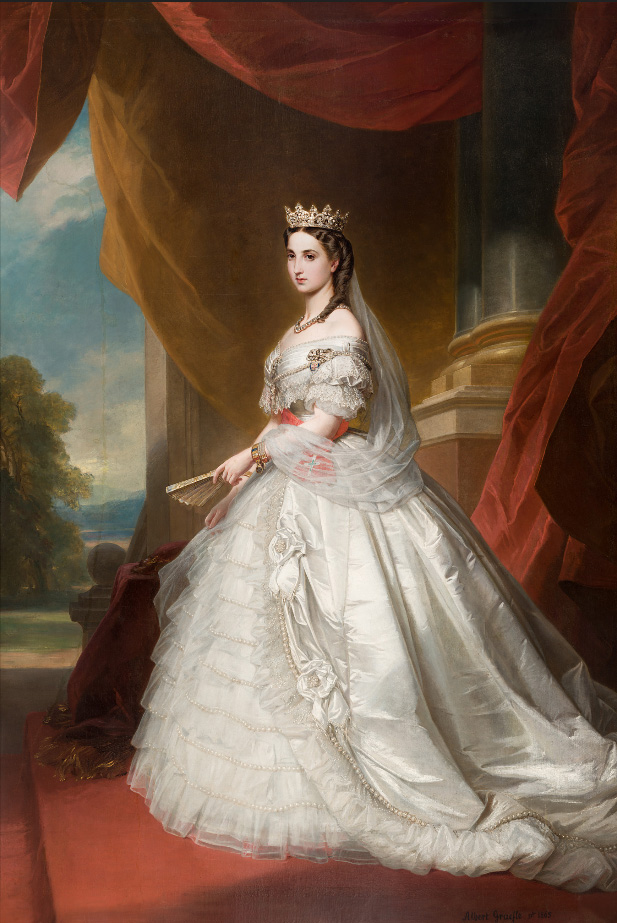
Charlotte de Belgique, qui épouse Maximilien, frère de l'empereur.

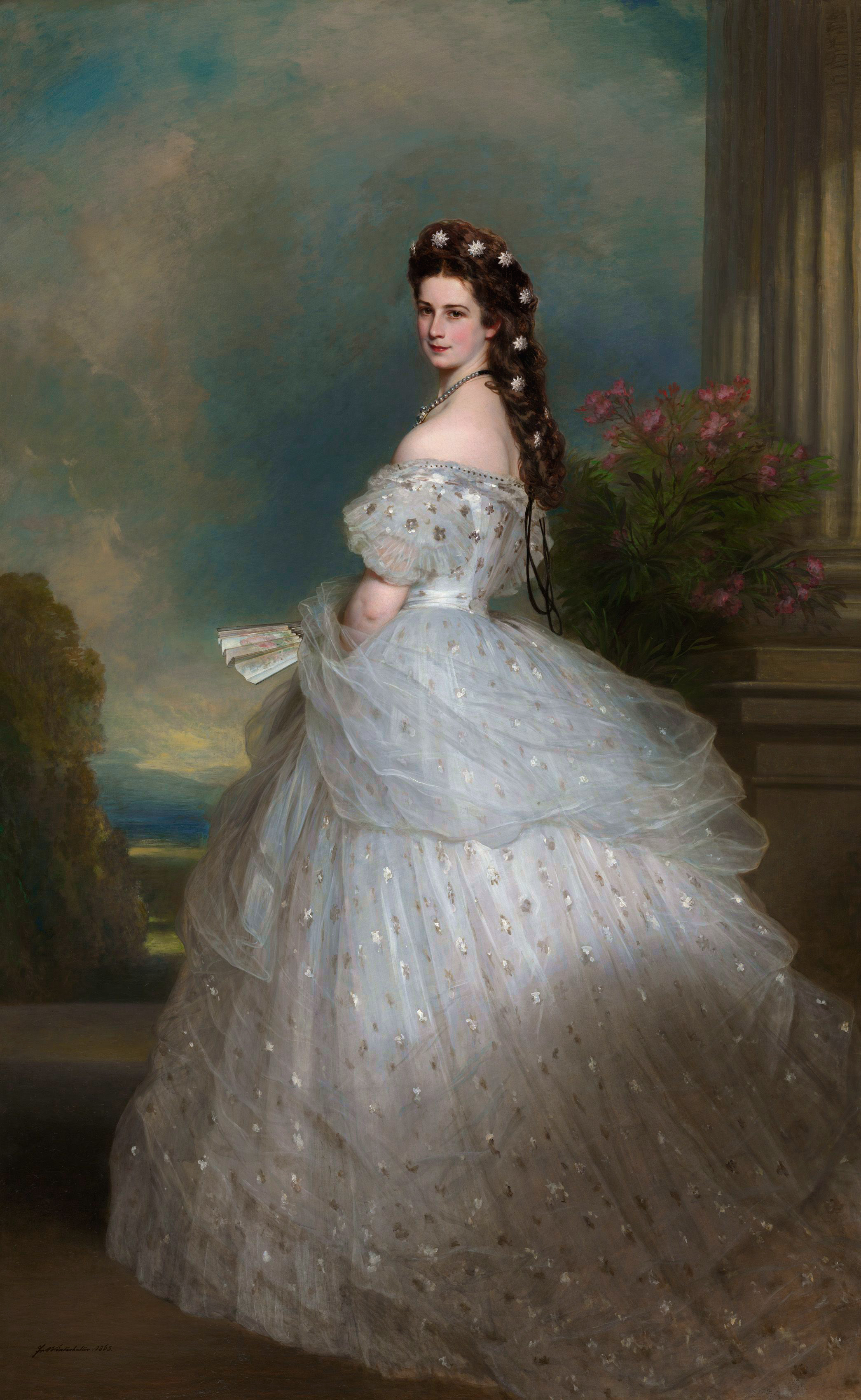
Portrait de l'Impératrice « en épaule » par Winterhalter (1865), portant une robe de gala de chez Worth, parure d'étoiles de diamant avec une perle au milieu de chez Köchert,.

Pour célébrer le printemps, Élisabeth organise des bals privés dans ses appartements avec de jeunes couples de petite noblesse, mais se lasse très vite. Elle vit la nuit et le jour, épuise ses forces et mange très peu. De plus, à la cour, il y a maintenant une nouvelle rivale : sa belle-sœur Charlotte de Belgique, qui épouse en 1857 l'archiduc Maximilien, futur empereur du Mexique.
Pour soigner sa maladie, conformément aux préconisations des médecins, Elisabeth embarque vers l'île de Madère le 17 novembre 1860, à bord d'un yacht prêté par la reine Victoria, afin d'y réaliser une cure qui durera cinq mois. Mais sa maladie réapparaît dès son retour à Vienne. On l'emmène à Corfou, croyant qu'elle n'en reviendra pas[réf. souhaitée]. Là-bas, les médecins cherchent à soigner son aversion pour Vienne et pour la cour, bien plus que son mal physique. C'est à Corfou qu'elle commence une collection de photos de femmes en tout genre, afin de l'aider à apprivoiser son image. Elle revient à Vienne après deux ans d'absence. Plus sereine, prête à accepter la cour et le palais, qu'elle appelle sa « prison dorée », elle a pourtant envie de voyager de par le monde, ce qu'elle fait très souvent, délaissant ses devoirs de représentation, son mari et ses enfants. 
Pour éviter de prendre du poids, elle s'astreint à la pratique du « corsetage », qui consiste à enserrer l'abdomen dans un corset extrêmement serré et à consommer uniquement du lait, du bouillon de poulet et des substances très nourrissantes — par exemple le jus de six kilos de viande de bœuf en guise de déjeuner — mises au point pour combler les besoins alimentaires des ouvriers trop pauvres pour acheter la nourriture normale des marchés. Dans le même but, elle passe beaucoup de temps à la marche forcée, à cheval, une à deux heures chaque matin à la gymnastique, notamment dans des salles d'agrès aménagées dans tous ses appartements. Ainsi, dans le palais de la Hofburg, un portique en bois comporte onze agrès, des barres parallèles et deux anneaux encore visibles. L'impératrice est tellement obsédée par la peur de grossir — elle vise un poids maximum de 50 kg pour 1,72 m — que certains la considèrent a posteriori comme souffrant d'anorexie mentale.
Souffrant de neurasthénie, elle drape ses pièces de noir et les orne de statues cadavériques et exige que ses domestiques portent une livrée noire. La bataille de Sadowa, le 3 juillet 1866, signe l'abdication de l'Autriche à la tête de la Confédération germanique et la fin d'une époque.

### Reine de Hongrie

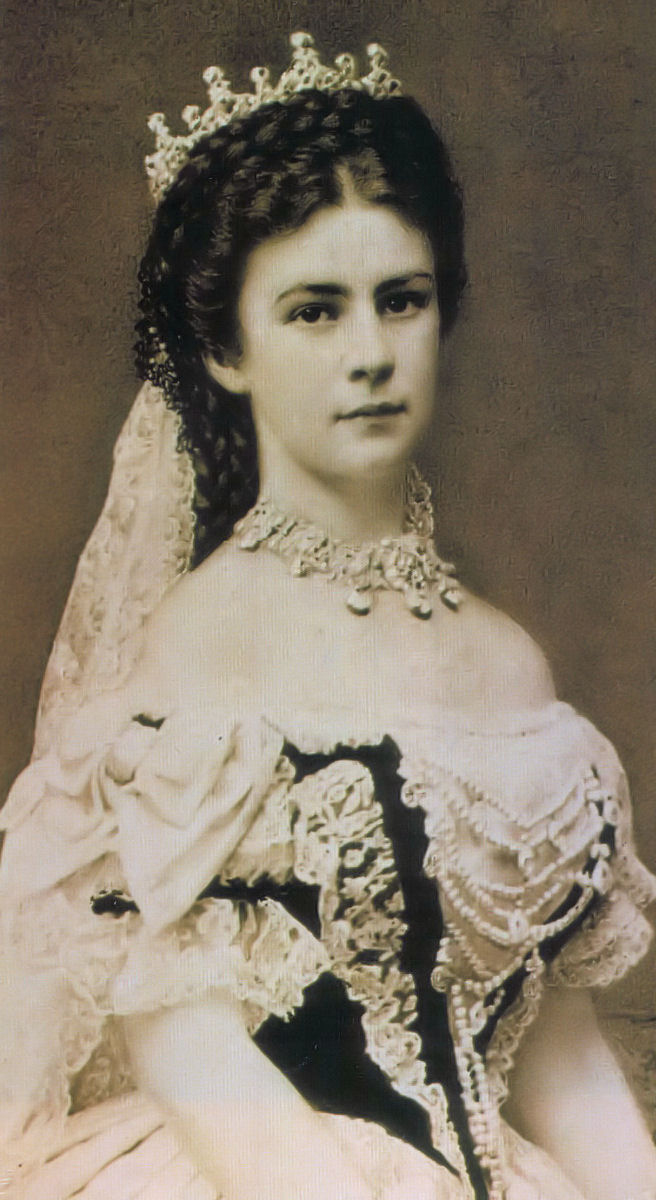
Photo prise par Emil Rabending le jour du couronnement de l'impératrice Élisabeth à Budapest le 8 juin 1867.

Le 8 juin 1867, Élisabeth est couronnée reine de Hongrie aux côtés de son mari : c'est la naissance de la double monarchie austro-hongroise. Le compositeur Franz Liszt, présent à la cérémonie, dit d'elle, émerveillé : « Elle n'avait jamais été aussi belle… elle apparaissait comme une vision céleste dans le déroulement d'un faste barbare »[réf. nécessaire].
Élisabeth traduit spontanément son prénom en hongrois Erzsébet. Elle est une souveraine admirée et acclamée par le peuple hongrois, ravi par la mesure de clémence consécutive au couronnement, l'amnistie de tous les délits politiques commis en Hongrie depuis 1848. L'État hongrois lui offre à cette occasion le château de Gödöllő situé à une trentaine de kilomètres de Budapest. C'est le seul endroit où elle se sent véritablement chez elle. Elle s'y rend très souvent.
Le rôle politique d'Élisabeth dans l'élaboration du compromis austro-hongrois, sans avoir été déterminant, est incontestable. Au moins dans l'influence qu'elle a auprès de François-Joseph pour surmonter sa répugnance vis-à-vis des Magyars et auprès de ces derniers pour celle à l'encontre de leur roi. La répression de la révolution hongroise de 1848 a laissé des traces d'amertume d'autant plus profondes dans les élites et dans le peuple hongrois qu'il a fallu que François-Joseph, tout jeune souverain, fasse appel aux troupes russes pour rétablir l'ordre.
La joie éprouvée lors du compromis avec la Hongrie ravive pour une courte période sa relation avec François-Joseph et Sissi revient sur sa décision de ne plus avoir d'enfant. Un an après le couronnement, c'est à Budapest qu'elle choisit de donner le jour à son quatrième enfant, une fille, prénommée Marie-Valérie (inspirée de la Valérie ou Pannonia Valeria, soit l'ancienne province romaine correspondant au sud de la Hongrie). La reine de Hongrie aurait préféré un fils qui serait devenu plus tard roi de Hongrie, consommant la séparation des deux monarchies. Cependant, cette couronne de Hongrie et la naissance de cette enfant, pour laquelle elle éprouve toute sa vie un amour exclusif et oppressant, marquent un tournant dans la vie d'Élisabeth. Elle s'est enfin imposée, bien que l'annonce de ce nouvel enfant soit ternie par les rumeurs qui prétendent que le père de l'enfant à naître n'est pas l'empereur[réf. souhaitée].
L'archiduchesse Sophie, encore sous le choc de l'exécution de son fils, l'empereur Maximilien à Querétaro au Mexique, n'est plus que l'ombre d'elle-même. La création de la double monarchie signe l'échec de sa vision politique de l'Autriche. Elle meurt cinq ans plus tard.

### L'année maudite
La joie du triomphe s'efface rapidement devant les tragédies qui touchent ses proches lors de l'année 1867. Celle-ci commence par les fiançailles de Sophie-Charlotte en Bavière, la plus jeune des sœurs de Sissi, avec leur cousin, le roi Louis II de Bavière, mais se termine par leur rupture en octobre. Entre-temps, désorientée, la jeune Sophie-Charlotte a noué une chaste mais compromettante idylle avec le fils du photographe de la cour.
Le 9 mars, Sophie de Saxe, belle-sœur de Sissi, meurt, après un premier accouchement éprouvant et emportée par une grippe à l'âge de 22 ans. 
Deux jours avant le couronnement, l'archiduchesse Mathilde de Teschen, proche de Sissi et âgée de 18 ans, meurt brûlée. Elle s'était mise à fumer pour imiter Sissi, ce que son père réprouvait avec véhémence, et, surprise un soir par le pas de son père se dirigeant vers ses appartements, met le feu à sa robe en essayant de dissimuler la cigarette allumée dans son dos.
À la fin du mois de juin, le mari de sa sœur Hélène, Maximilien de Tour et Taxis, est emporté par la maladie à l'âge de 36 ans, laissant son épouse et ses quatre jeunes enfants désespérés.
Quelques semaines plus tard, la cour apprend l'exécution de l'empereur Maximilien Ier, frère de l'empereur d'Autriche et éphémère empereur du Mexique, le 19 juin après un simulacre de procès, tandis que sa femme Charlotte a sombré dans la folie. L'archiduchesse Sophie, brisée par la mort de son fils préféré, se retire du monde politique.

### «Une inlassable mouette»

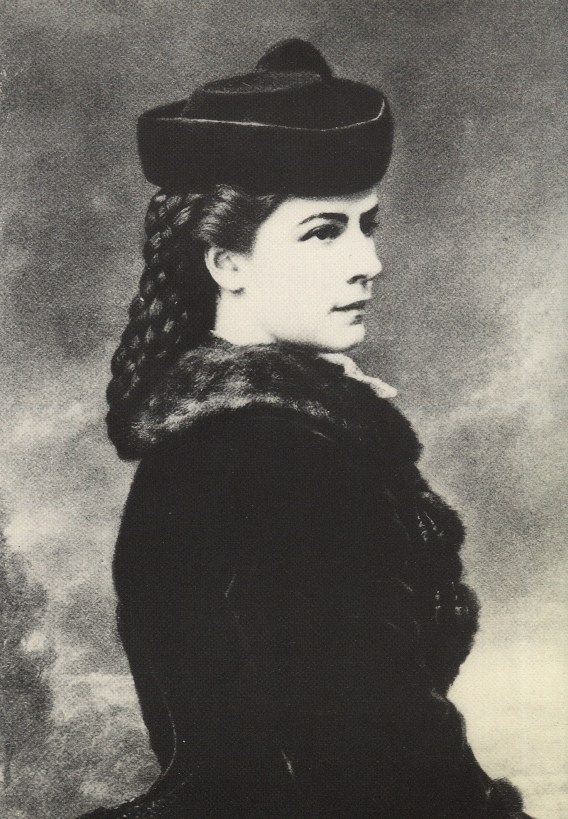
L'impératrice et reine Élisabeth.

La nouvelle position d'Élisabeth en Hongrie a pour effet de distendre un peu plus les liens qui l'unissent à l'Autriche. Elle s'entoure de dames de compagnie uniquement hongroises, parmi lesquelles Marie Festetics et Ida Ferenczy. L'impératrice passe de plus en plus de temps à l'étranger, en particulier à Gödöllő, et ne rentre à Vienne qu'en de rares occasions. Elle se surnomme « la mouette des mers »[réf. souhaitée]. Elle confie un jour à son fils Rodolphe que, si elle doit s'établir au même endroit pour le restant de ses jours, « le séjour dans un paradis même lui paraîtrait l'enfer ». À travers ses évasions, c'est elle-même qu'elle fuit, et cette relation conjugale qu'elle ne peut assumer et qui l'étouffe[réf. souhaitée]. Au fil des années, les époux ne se retrouvent que rarement. François-Joseph en souffre (il prend pour maîtresse Anna Nahowska de 1875 à 1889) et Élisabeth, qui culpabilise de ses absences répétées, pousse son époux dans les bras d'une actrice réputée, Katharina Schratt[réf. souhaitée]. La relation, qui dure de 1883 à la mort de l'empereur, en reste d'ailleurs au stade de l'amitié, mais François-Joseph trouve auprès de « l'amie » — c'est ainsi que le couple impérial désigne Schratt dans ses lettres — l'atmosphère « familiale » qui lui manque depuis la mort de sa mère en 1872[réf. souhaitée].
L'impératrice soutient financièrement la formation de la cantatrice Irene von Chavanne.

### Souveraine meurtrie

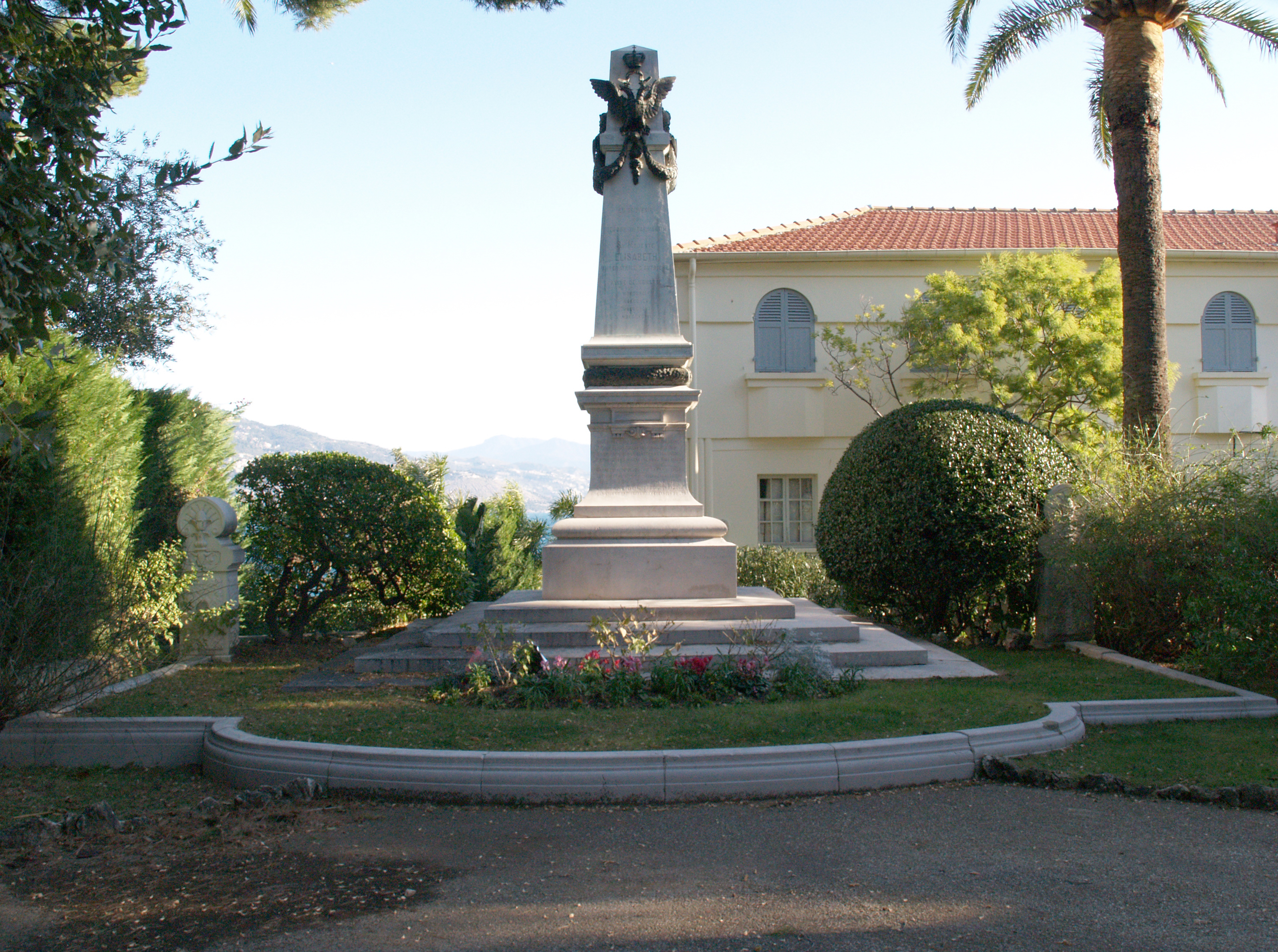
Monument élevé à la mémoire de l'impératrice d'Autriche à Roquebrune-Cap-Martin.

Au cours des années, les nombreux décès dans son entourage, restée mystérieuse et entourée d'une atmosphère de scandale de son seul fils, l'archiduc Rodolphe d'Autriche à Mayerling en 1889, plongent Élisabeth dans une douleur et une mélancolie profondes. Le soir de l'inhumation, elle se rend à la crypte des Capucins pour le voir. Elle demande alors aux moines de la laisser seule. L'impératrice reste quelques instants devant la tombe de son fils unique. Soudain, elle pousse deux horribles cris de douleur, appelant son fils à travers l'immensité de la crypte[réf. souhaitée]. Après s'être recueillie, elle rentre à la Hofburg.

### Voyages en Europe

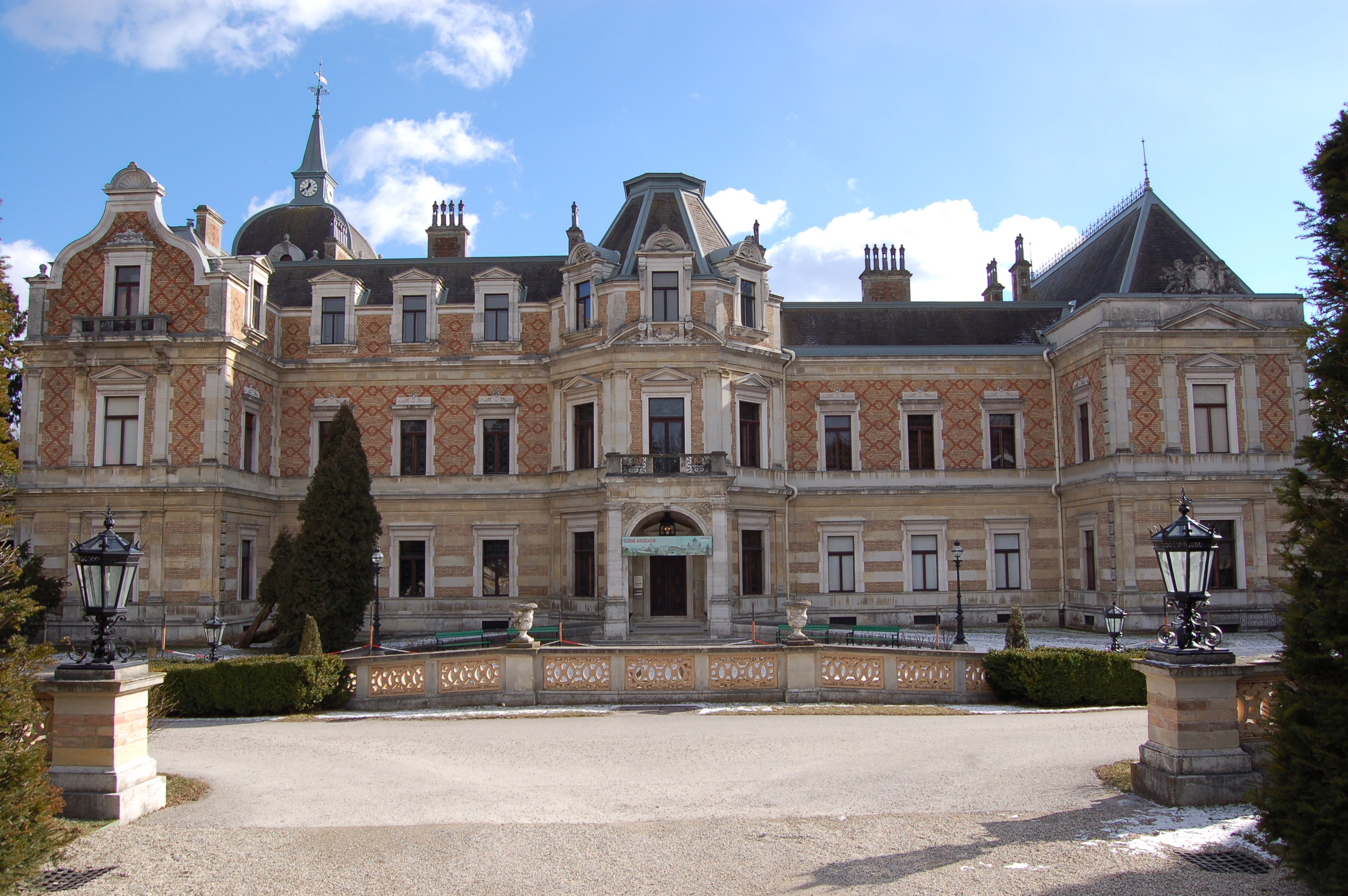
La Villa Hermès.

Très tôt, elle voyage en Europe, notamment sur les conseils de ses médecins ; ainsi, elle séjourne durant l'été 1875 dans le château du village de Sassetot-le-Mauconduit. Elle se baigne aux Petites Dalles et parcourt à cheval la campagne environnante, en pays de Caux.
Pour l'encourager à rester proche de la cour tout en respectant son plus cher désir de ne pas se sentir observée, François-Joseph lui fait construire la Villa Hermès située à l'ouest de Vienne, inaugurée en 1881.
Une quinzaine d'années plus tard, peu après le décès tragique de son unique fils, l'archiduc Rodolphe d'Autriche, elle ne porte plus que le deuil. N'ayant plus de liens avec la cour de Vienne (sa fille Valérie s'est mariée en 1890), elle multiplie ses voyages à travers l'Europe.
Passionnée par la Grèce antique et les héros d'Homère, elle apprécie particulièrement Corfou, où elle fait construire, à Gastoúri, un magnifique palais de style antique, l'Achilleion. Pendant ses voyages en Grèce et au bord de la "Miramar" l'impératrice était accompagnée par des lecteurs grecs. Parmi eux était Constantin Christomanos (de) qui a publié son journal intime sous le titre "Le Livre de l'Impératrice Elisabeth". En France elle voyageait avec Frederic Barker et Alexandros Mercati. Xavier Paoli était le commissaire spécial qui surveillait Elisabeth en France et qui l'a mentionnée aussi dans ses mémoires. 
En France, Elisabeh y séjourne en avril 1875, à Fecamp avec sa fille Marie-Valérie et une cour de 70 personnes. En mars 1882, elle vient à Paris pour visiter sa soeur Sophie de Wittelsbach. Elle séjourne aussi en 1896-1897 dans le sud de la France, à Roquebrune-Cap-Martin, au Grand Hôtel du Cap-Martin, près duquel est érigé un monument à sa mémoire dans le « square Sissi ».

### Assassinat

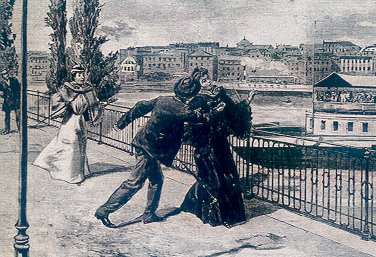
Reconstitution de l'assassinat de l'impératrice.

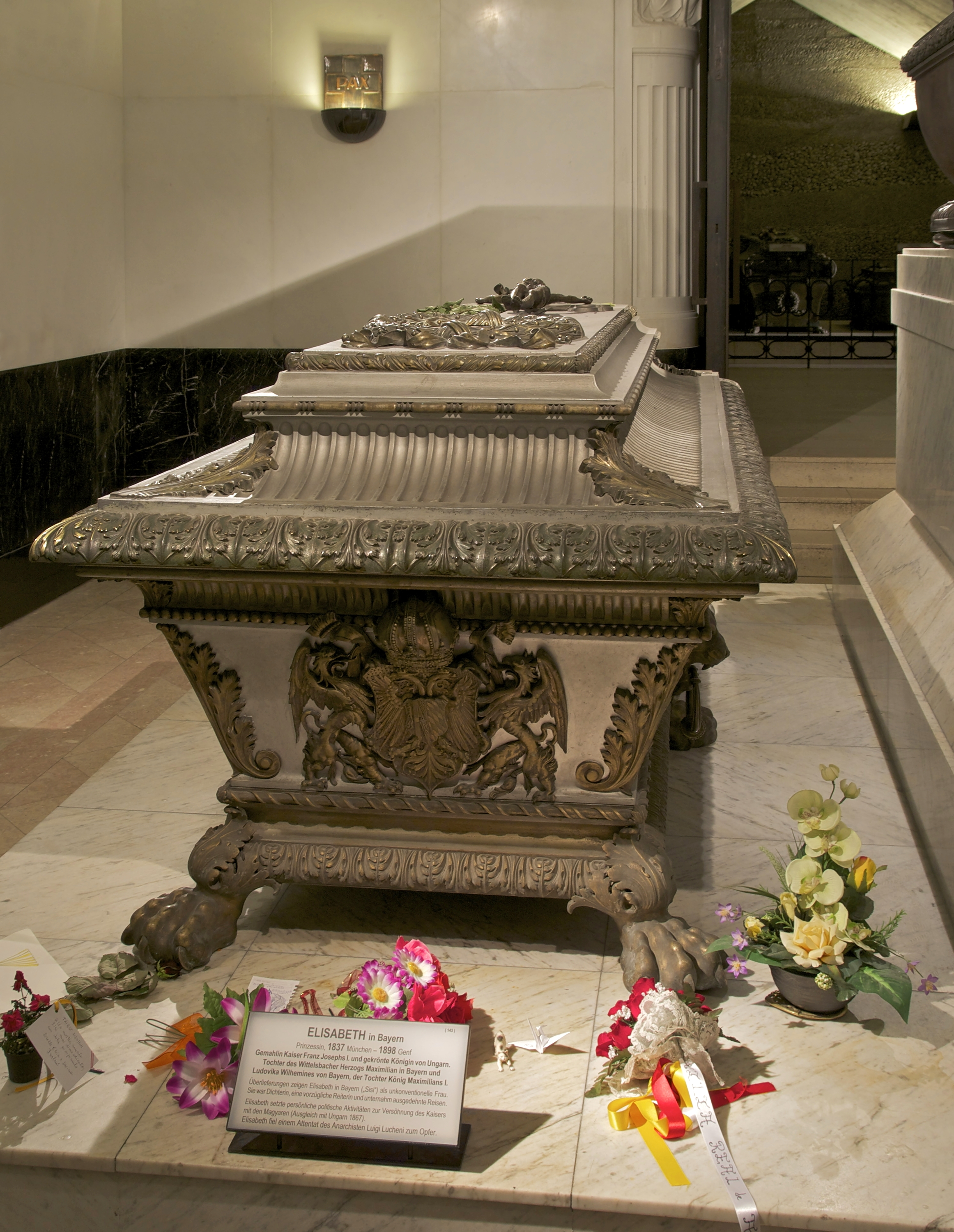
Le sarcophage de l'impératrice et reine, crypte des Capucins, Vienne, Autriche.

L'impératrice est atteinte d'anémie, en raison de son régime alimentaire. Elle souffre aussi de névrite, d'insomnie et d'une dilatation cardiaque. Le 16 juillet 1898, elle part pour une nouvelle cure. Le 30 août 1898, elle arrive à Munich en train, après un périple en Allemagne avec une suite réduite. François-Joseph est resté pour fêter le 50e anniversaire de son accession au trône.
Le 10 septembre 1898, en sortant de l'hôtel Beau-Rivage de Genève, situé face au lac Léman, l'impératrice-reine est assassinée par un anarchiste italien, Luigi Lucheni,. À son procès, il dit avoir voulu tout d’abord tuer le duc d’Orléans, puis s’être décidé ensuite pour l’impératrice et avoir voulu frapper à travers elle « les persécuteurs des ouvriers ». Il est condamné à la réclusion à perpétuité.

### Œuvre littéraire
En 1885, Elisabeth d’Autriche, approchant la cinquantaine et de plus en plus misanthrope, trouve refuge dans l’écriture. Jusqu’en novembre 1888, elle noircit plus de 900 pages qu’elle nomme son Journal poétique. Les deux premiers cahiers, Chants de la mer du Nord et Chants d’hiver, s’inspirent des cycles poétiques de Heinrich Heine, qu’elle considère comme son modèle. Le troisième volume, inachevé, s’interrompt en 1889, au suicide de son fils, le prince héritier Rodolphe d'Autriche. Outre les poèmes, ces pages comportent des pensées intimes, anecdotes et événements. Elle s’y montre républicaine, anticléricale et pacifiste, et se peint en Titania, la reine des fées du Songe d’une nuit d’été qui tombe amoureuse d’un âne,. Sachant que ces textes subversifs seront immanquablement détruits s’ils venaient à être découverts, elle multiplie les précautions pour assurer leur transmission à la postérité. Elle les fait recopier et même imprimer en quelques rares exemplaires par un imprimeur viennois à qui elle fait jurer le secret. En 1890, elle dépose manuscrits et tirages dans une cassette et donne l’ordre à son amie intime de confier le coffret, après sa mort, à son frère Charles-Théodore en Bavière, charge à lui de le transmettre au président de la Confédération suisse. En effet, convaincue de la fin prochaine de la monarchie autrichienne, elle choisit la Suisse démocratique comme légataire de son bien le plus précieux. Une missive accompagne ces documents, adressée à « Une chère âme du futur ». La lettre précise que dans 60 ans à compter de 1890, ces poèmes devront être publiés au profit des condamnés politiques et de leurs familles. Le duc Louis, fils de Charles-Théodore et neveu d’Elisabeth d’Autriche, honore sa promesse en juillet 1951
.
Mais ce legs impérial embarrasse le Conseil fédéral suisse. Après l’effondrement de l’empire austro-hongrois et deux guerres mondiales, alors que l’Autriche est encore occupée par les Alliés, comment trouver des bénéficiaires ? La question de la publication est mise en veilleuse, d’autant plus qu’un archiviste suisse estime que les expressions et idées peu conformistes pourraient choquer certaines personnes et ne font que confirmer ce que l’on sait déjà de la santé mentale déficiente de l’impératrice... Ce n’est qu’en décembre 1980 que la Suisse et l’Autriche signent un contrat qui permet la parution de ces textes. L’Académie des sciences à Vienne édite ces poèmes comme une œuvre historico-scientifique, préservant ainsi le mythe de Sissi.
Les manuscrits, quant à eux, restent déposés aux Archives fédérales à Berne. Ils sont aujourd’hui numérisés et accessibles en ligne.

### Mode et beauté

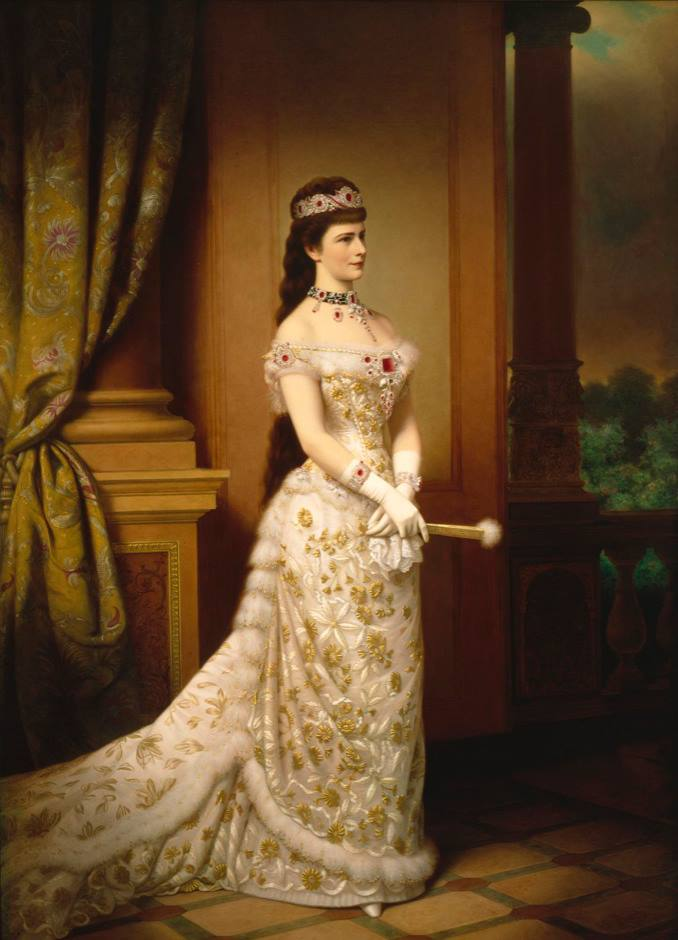
Impératrice Elisabeth d'Autriche en robe de gala de Georg Martin Ignaz Raab.

La mère de Sissi lui a toujours dit qu'elle n'était pas belle, car elle ne respectait pas les critères de beauté de cette époque. Elle n'est ni blonde, ni brune, et a des yeux marron. Mais lorsqu'elle remarque que, malgré tout, son charme attire les regards, elle fait de sa non-conformité une force. Elle fait beaucoup de sport et mange peu, en plus d'être obsédée par son tour de taille, qui ne mesure que 51 centimètres.
Elisabeth possède de longs cheveux ondulés et auburn qui pèsent près de 5 kg. Mais le poids de ces derniers lui donne des migraines et des maux de dos. Elle ne peut pas se tenir bien droite, ce qui fait que sur certains tableaux, elle se penche sans en avoir l'air. Pour la coiffer, elle ne fait confiance qu'à Fanny Angerer (de), qui consacre trois heures par jour à cette tâche. Dès lors qu'un cheveu est mort ou reste sur la brosse, Fanny Angerer doit le montrer à Sissi. Cette dernière déteste au plus haut point perdre des cheveux, il doit donc y en avoir le moins possible. Dans ses cheveux, Sissi apprécie de porter des bijoux en diamants en forme d'étoiles. Elle possède deux lots de 27 étoiles : un qu'elle a donné à sa fille l'archiduchesse Marie-Valérie d'Autriche, et l'autre, qu'elle a légué à ses dames d'honneur.
L'impératrice possède une immense garde-robe. Ses robes sont d'une taille impressionnante et faites avec de nombreux tissus qu'elle choisit. Elle exige que ses robes soient confectionnées en deux jours, alors qu'il faut ordinairement environ un mois pour cela. Trente couturières travaillent donc en même temps sur une même robe. De manière générale, elle porte des robes avec de la dentelle, et un collier de perle pour fermer le corsage. Pour mettre la finesse de sa taille en valeur, elle aime porter des grosses ceintures. Elle fait également ressortir la finesse de ses mains grâce à des gants longs blancs. De plus, elle se parfume beaucoup, surtout avec des odeurs de roses et de violettes.
Le thème de son mariage était « Fleurs et Diamants », mais la robe n'a pas été conservée.

## Famille

### Parents
- Maximilien en Bavière (1808-1888), duc en Bavière. Il se marie en 1828.

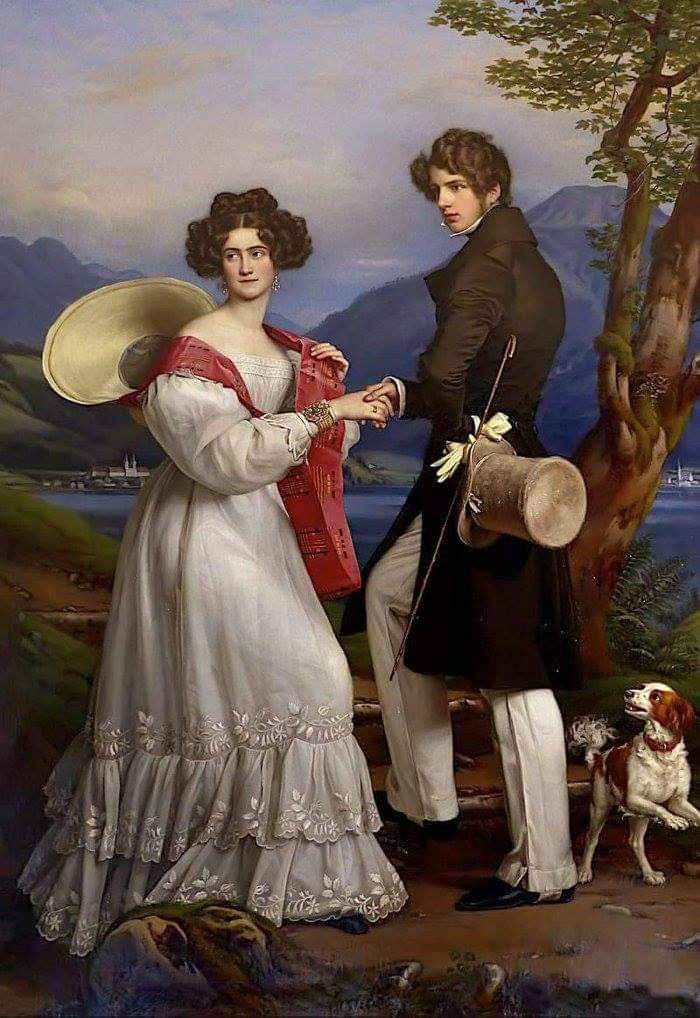
Maximilien et Ludovica, parents de Sissi.

- Maximilien et Ludovica, parents de Sissi.Ludovica de Bavière (1808-1892), duchesse en Bavière, fille du roi Maximilien Ier de Bavière et de Caroline de Bade et sœur de l'Archiduchesse Sophie de Bavière, mère de l'empereur François-Joseph Ier.

### Frères et sœurs
- Louis-Guillaume en Bavière (1831-1920), duc en Bavière. Il renonce à ses droits pour épouser morganatiquement en 1859, l'actrice Henriette Mendel (1833-1891) dont il a une fille. Henriette Mendel est titrée baronne de Wallersee. Devenu veuf, il épouse à nouveau morganatiquement en 1892, l'artiste de music-hall Barbara Antonie Barth (1871-1956), titrée baronne de Bartolf (divorce en 1913).
- Guillaume Charles en Bavière (24 décembre 1832-13 mars 1833).
- Hélène Caroline Thérèse en Bavière dite « Néné » (1834-1890), princesse de Tours et Taxis, née duchesse en Bavière. Elle épouse (1858) le prince Maximilien de Tour et Taxis (1831-1867).
- Charles-Théodore en Bavière dit « Gackel » (« petit coq ») (1839-1909), duc en Bavière. Il épouse en 1865 la princesse Sophie de Saxe (1845-1867), puis en 1874 l'infante Marie-Josèphe de Bragance (1857-1943).
- Marie-Sophie en Bavière (1841-1925), reine des Deux-Siciles, née duchesse en Bavière. Elle épouse en 1859 le roi des Deux-Siciles François II (1836-1894).
- Mathilde Ludovica en Bavière dite « Spatz » (« moineau ») (1843-1925), comtesse de Trani, née duchesse en Bavière. Elle épouse en 1861 le prince Louis de Bourbon-Siciles (1838-1886), comte de Trani et frère de l'époux de Marie.
- Sophie-Charlotte Auguste en Bavière (1847-1897), duchesse d'Alençon, née duchesse en Bavière. Elle épouse en 1868 le prince Ferdinand d'Orléans (1844-1910), duc d'Alençon.
- Maximilien-Emmanuel en Bavière dit « Mapperl » (1849-1893), duc en Bavière. Il épouse en 1875 la princesse Amélie de Saxe-Cobourg-Gotha (1848-1894).

### Enfants
L'impératrice donne naissance à quatre enfants :
- L'archiduchesse Sophie d'Autriche (1855-1857), élevée par sa grand-mère, meurt de fièvre thyphoïque à deux ans lors d'un voyage en Hongrie avec ses parents.
- L'archiduchesse Gisèle d'Autriche (1856-1932) épouse en 1873 le prince Léopold de Bavière.
- Le prince impérial archiduc Rodolphe d'Autriche (1858-1889), épouse en 1881 la princesse Stéphanie de Belgique.
- L'archiduchesse Marie-Valérie d'Autriche (1868-1924), épouse en 1890 le prince de Toscane, François-Salvator de Habsbourg-Toscane.

## Œuvre
- 1998 : Le Journal poétique de Sissi, poésies d'Élisabeth, impératrice d'Autriche

## Filmographie

### Cinéma
- 1922 : Ludwig II d'Otto Kreisler (de) avec Gina Puch-Klitsch[28]
- 1928 : Le Destin des Habsbourg de Rolf Raffé avec Erna Morena[28]
- 1930 : Ludwig der Zweite, König von Bayern de William Dieterle avec Trude von Molo[28]
- 1931 : Elisabeth von Österreich d'Adolf Trotz avec Lil Dagover[28]
- 1935 : La Valse du roi  (Königswalzer) de Herbert Maisch avec Heli Finkenzeller (de)[28]
- 1936 :Mayerling d'Anatole Litvak avec Gabrielle Dorziat[28]
- 1936 : Sa Majesté est de sortie de Josef von Sternberg avec Grace Moore[28]
- 1939 : Prinzessin Sissy de Fritz Thiery avec Traudl Stark (en)[28]
- 1948 : L'Aigle à deux têtes de Jean Cocteau avec Edwige Feuillère[28]
- 1949 : Le Secret de Mayerling de Jean Delannoy avec Marguerite Jamois[28]
- 1953 : Une valse pour l'empereur de Franz Antel avec Maria Holst[28]
- 1955 : Königswalzer de Victor Tourjanski avec Linda Geiser (en)[28]
- 1955 : Sissi d'Ernst Marischka avec Romy Schneider[28]
- 1955 : Louis II de Bavière de Helmut Käutner avec Ruth Leuwerik[28]
- 1956 : Mayerling - le dernier amour du fils de Sissi de Rudolf Jugert avec Lil Dagover[28]
- 1956 : Sissi impératrice d'Ernst Marischka avec Romy Schneider[28]
- 1957 : Sissi face à son destin d'Ernst Marischka avec Romy Schneider[28]
- 1968 : Mayerling de Terence Young avec Ava Gardner[28]
- 1972 : Ludwig : Le Crépuscule des dieux de Luchino Visconti avec Romy Schneider[28]
- 1991 : Sissi la valse des cœurs de Christoph Böll avec Vanessa Wagner[28]
- 2007 : Lissi and the Wild Emperor de Michael Herbig (animation)
- 2012 : Ludwig II. de Peter Sehr avec Hannah Herzsprung[28]
- 2022 : Corsage de Marie Kreutzer avec Vicky Krieps[28]
- 2023 : Sissi et moi de Frauke Finsterwalder (de) avec Susanne Wolff[28],[29]

### Télévision
- 1974 : La Chute des aigles, série de John Elliot avec Diane Keen (en) et Rachel Gurney (en)[28]
- 1997 : Princesse Sissi de Bruno Bianchi avec Michèle Lituac[28]
- 1997-1998 : Princesse Sissi (animation)
- 2004 : Sissi, impératrice rebelle de Jean-Daniel Verhaeghe avec Arielle Dombasle et Lizzie Brocheré[28]
- 2006 : Prince Rodolphe : L'Héritier de Sissi de Robert Dornhelm avec Sandra Ceccarelli[28]
- 2009 : Sissi : Naissance d'une impératrice de Xaver Schwarzenberger avec Cristiana Capotondi[28], mini-série allemande-autrichienne-italienne
- 2011 : Sissi impératrice : amour, gloire et tragédie, documentaire-fiction de la série Secrets d'Histoire, présentée par Stéphane Bern[30] Le film retrace les grandes étapes de sa vie, de sa jeunesse bavaroise à son assassinat par un anarchiste italien à Genève en 1898[31].
- 2015 : Sissi, jeune impératrice (it) (animation)
- 2019 : Sissi, la douleur et la liberté, documentaire de Stefan Ludwig[32]
- 2021 : Sissi de Sven Bohse (de) avec Dominique Devenport[28]
- 2022 : Sissi : l'impératrice rebelle[33], épisode de l'émission C Jamy
- 2022 : Sissi en héritage, documentaire de Martin Koddenberg[34] (Arte)
- 2022 : L'Impératrice de Katrin de Gebbe et Florian Cossen avec Devrim Lingnau (de)[28]

## Dans les arts

### Musique
- Elisabeth, comédie musicale de langue allemande de 1992, écrite par Sylvester Levay (musique) et Michael Kunze (livret)

### Littérature
- 1900 : Élisabeth de Bavière, impératrice d'Autriche : pages de journal, impressions, conversations, souvenirs de Constantin Christomanos,  trad. de Gabriel Syveton, préf. de Maurice Barrès (« Une impératrice de la solitude »), Paris, Société du Mercure de France, 3e éd. ; rééd. Le Livre de l'impératrice Élisabeth : pages de journal, Paris, L'Harmattan, 2005
- 1936 : Élisabeth d'Autriche, Sissi d'Egon Corti Biographie basée sur de nombreux documents et archives mis directement à disposition par les descendants d'Élisabeth d'Autriche et ses proches.
- 1961 : Le Vrai Visage de Sissi, roman de Michel Manoll
- 1963 : La Dame blanche des Habsbourg de Paul Morand
- 1963 : Adieu, Sissi !, roman de Michel Manoll
- 1983 : « Sissi ou la vulnérabilité » d'Emil Cioran, dans Vienne 1880-1938, L'Apocalypse joyeuse, Paris, 1986[35]
- 1993 : L'Impératrice de Nicole Avril, biographie romancée, éditions Grasset, édition LGF-Livre de Poche, 1995
- 1994 : La Valse inachevée de Catherine Clément, roman, Édition LGF-Livre de poche, 1996  (ISBN 978-2253139423)
- 1998 : Sissi, une vie retrouvée, roman d'Agnès Michaux, Éditions 1  (ISBN 2-84057-276-1)
- 2001 : Louis II de Bavière et Élisabeth d'Autriche, âmes sœurs de Philippe Collas, éditions du Rocher  (ISBN 978-2-268-03884-1)
- 2003 : Sissi les forces du Destin d'Hortense Dufour
- 2005 : Le Roman de Sissi d'André Besson
- 2006 : (it) Specchi ad angoli obliqui : Diario poetico di Elisabetta d'Austria de Matteo Tuveri (de), Aracne, Rome  (ISBN 88-548-0741-9)
- 2007 : (it) Tabularium : Considerazioni su Elisabetta d'Austria de Matteo Tuveri, Aracne, Rome  (ISBN 978-88-548-1148-5)
- 2007 : (it) "Da Cioran a d'Annunzio : percorsi letterari di Elisabetta d'Austria" - « De Cioran vers d'Annunzio : sentiers littéraire de Élizabeth d'Autriche » de Matteo Tuveri, Rassegna d'Annunziana, revue de Centre national des études sur Gabriele d'Annunzio, Pescara
- 2010 : Le Roman de Sissi d'Élisabeth Reynaud, éditions du Rocher
- 2011 : Sissi impératrice, la solitude du trône de Danny Saunders, Les éditeurs réunis
- 2014 : Sissi et François-Joseph, mariage impérial à la Cour d'Autriche de Sophie Manno de Noto, éditions de la Couronne d'or
- 2017 : François-Joseph et Sissi. Le devoir et la rébellion de Jean des Cars, éditions Perrin
- 2019 : Sissi. Une femme au delà du conte de fées de Giorgia Marras, éditions Steinkis

### Iconographie

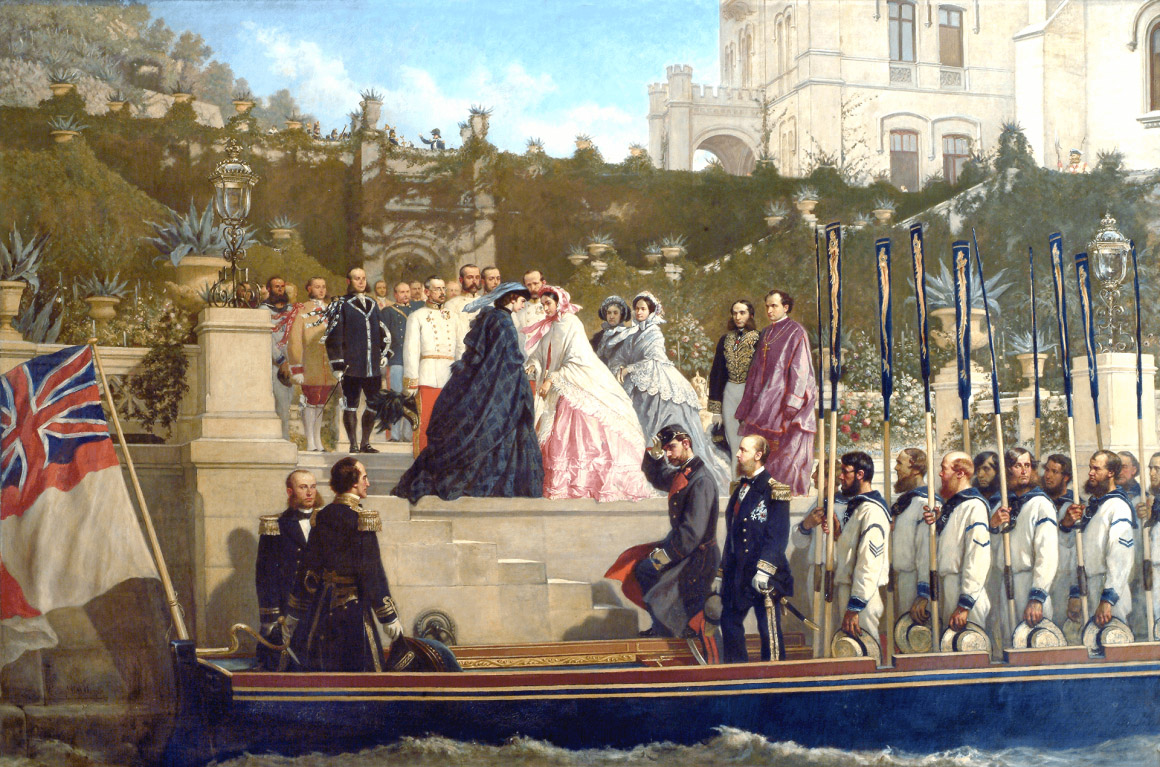
Arrivée de l'Impératrice Élisabeth à Miramare de Cesare Dell'Acqua.

#### Peinture
- Franz Xaver Winterhalter :

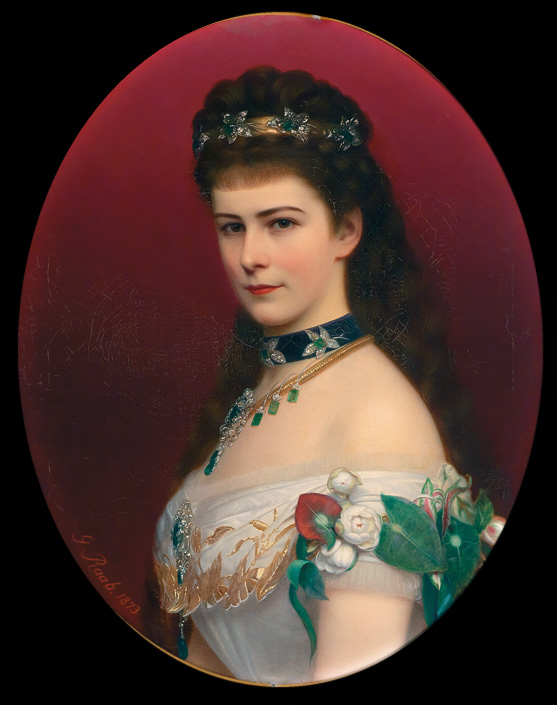
Portrait d'Élisabeth de Georg Martin Ignaz Raab.

  - Kaiserin Elisabeth im Neglige - 1865 - Musée d'Histoire de l'Art – Vienne
  - Elisabeth, Kaiserin von Osterreich - 1865 - Musée d'Histoire de l'Art – Vienne
  - Empress Elisabeth of Austria in dancing dress - 1865
- Giuseppe Sogni (en), Empress Elisabeth of Austria - Galleria d'Arte Moderna - Florence
- Cesare Dell'Acqua, Arrivée de l'Impératrice Élisabeth à Miramare - 1861 - Musée historique du château de Miramare – Trieste
- Karl von Piloty (cheval peint par Franz Adam), Duchesse en Bavaria, Elisabeth (15 ans) - 1853 - copie au palais impérial Hofburg - Vienne
- Anton Einsle (en), Kaiserin Elisabeth von Austria - 1856
- Georg Martin Ignaz Raab (de) :
  - Impératrice Elisabeth d'Autriche et Reine de Hongrie en costume hongrois - 1867 - Schönbrunn - Vienne
  - Portrait d'Élisabeth - galerie nationale d'Art - Lviv
  - Impératrice Elisabeth d'Autriche en robe de gala - 1879 - Palais impérial Hofburg - Vienne.
- Franz Russ le Jeune (d), Impératrice Elisabeth d'Autriche - 1863-1867 - Vienne
- Wilhelm Richter (de) :
  - Impératrice Elisabeth d'Autriche et son cheval « Avolo » - 1876 - Vienne
  - Impératrice Elisabeth d'Autriche sur son cheval - 1876 - Vienne

### Sculpture

#### Buste
- Buste par Adèle d'Affry [s.d.], conservé au château de Gruyères, salon Corot

#### Statuaire
- Une statue de Sissi, réalisée par l’écossais Philip Jackson, se trouve sur le quai du Mont-Blanc à Genève, érigée lors du centenaire de sa mort le 10 septembre 1998[36].